# جاستن يونغ
جاستن يونغ (بالإنجليزية: Justin)‏ هو مغن مؤلف أمريكي، ولد في 7 أغسطس 1978.

## وصلات خارجية
- جاستن يونغ على موقع ميوزك برينز (الإنجليزية)
- جاستن يونغ على موقع ميوزك برينز (الإنجليزية)